# Koneckonců

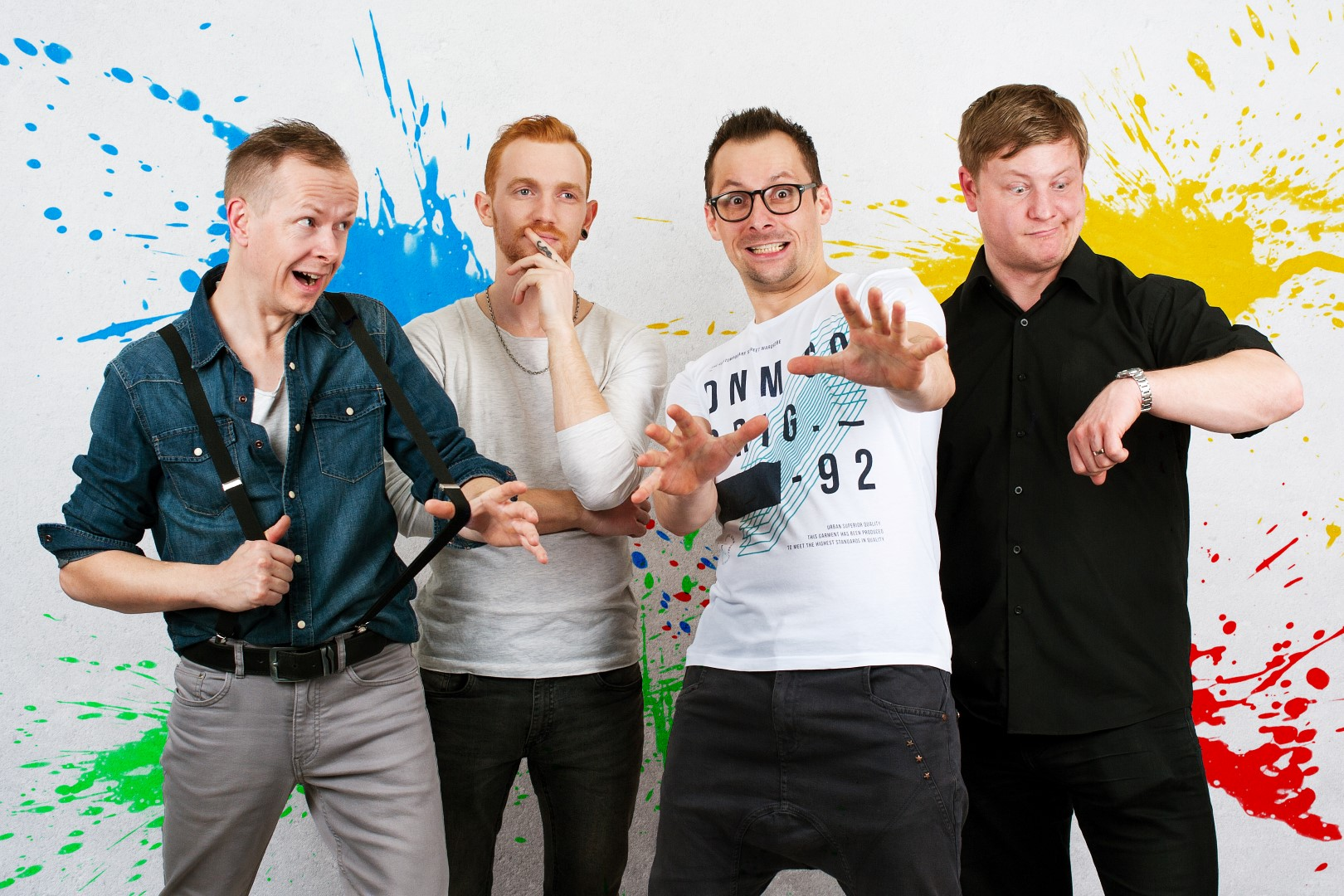
Koneckonců – kapela (2017)

Koneckonců je česká pop rocková skupina z Jilemnice existující od roku 2004.
Své první album vydali v roce 2011 a nese název Začátek. První pozornost na sebe upoutali díky písní „Touha“, která se dostala do několika regionálních rádiích. Další píseň, úspěšná u fanoušků i v několika rádiích, byla píseň „Spíš“, která vyšla jako singl v roce 2014 a později v roce 2017 na EP – Pro tebe. Díky klipu se píseň „Spíš “dostala do několika regionálních televizí a v roce 2014 se kapela s písní umístila v anketě Český slavík v kategorii Mattoni Hvězda internetu na 11. místě. Dne 21. září 2016 zahynul basový kytarista Zbyšek Dvořák při výstupu na rakouský Dachstein. Kapela zrušila do odvolání veškeré koncerty. Po několikaměsíční pauze kapela znovu začala hrát s Janem Kaňkou (basová kytara) a kapelu se rozhodl z rodinných důvodů opustit Ondřej Vančura (kytara). Momentálně[kdy?] kapela připravuje novou desku, ze které už vyly vydány singly „Každá cesta má svůj cíl“ a "Anděl", jehož animovaný videoklip vyšel v květnu 2019.

## Členové kapely
- Jan Holeček (Hanys) – zpěv, kytara
- Martin Beer – klávesy
- Tomáš Lukášek – bicí
- Jan Kaňka – basová kytara

- Tereza Kaňková – zpěv (hostující člen)

## Diskografie

### Studiová alba
- 2011: Začátek
- 2017: EP – Pro tebe

### Singly
- 2011: Jsou tady Vánoce
- 2013: Je to tak
- 2014: Spíš
- 2015: V bublinách
- 2016: Pro tebe
- 2018: Každá cesta má svůj cíl
- 2019: Anděl